# 1589

## Esdeveniments

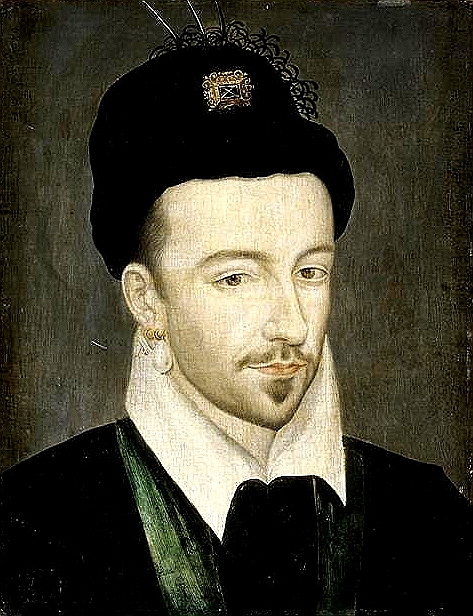
Enric III de França

- 4 de maig - La Corunya (Galícia): el corsari anglès Francis Drake comença el seu pla d'atac contra la ciutat.
- 21 de juny - Arbúcies: Primera referència escrita sobre les Enramades d'Arbúcies a uns arxius parroquials a causa de l'accident d'un treballador durant la preparació de la festa.[1]
- 2 d'agost: mor apunyalat el rei Enric III de França pel frare dominic Jacques Clément, membre de la Lliga Catòlica, que va ser detingut al lloc dels fets, a Saint-Cloud, a prop de París. La mort d'Enric III posà fi a la dinastia dels Valois. El 1560, Enric havia fet concessions als hugonots (protestants), i el duc de Guisa va fundar la Lliga Catòlica per defensar els interessos catòlics. Aquest noble va aconseguir un gran poder, per la qual cosa Enric va ordenar que el matessin argumentant que conspirava contra ell. Li succeí el seu cosí, el borbó protestant Enric III de Navarra.[2]
- Segona recopilació del dret català després de la recopilació de 1495.

## Naixements
- 17 d'abril, Ranten, Àustria: Martin Zeiller, teòleg protestant
- Perusa: Lorenzo Ratti, madrigalista italià.

- Breslau: Ambrosius Profe, compositor

## Necrològiques
- 5 de gener, Blois: Caterina de Mèdici, reina de França (n. 1519).[3]
- 3 de novembre, Florència: Laura Battiferri, poeta italiana del Renaixement (n.1523).[4]